# San Tammaro (Italia)
San Tammaro è un comune italiano di 5 744 abitanti della provincia di Caserta in Campania.

## Geografia fisica

### Territorio
San Tammaro si trova tra la zona di Capua e l'agro aversano. È situata in una posizione pianeggiante con una media di 22 m s.l.m. con picchi di 30 m s.l.m. e minimi di 10 m s.l.m..
Per quanto attiene al rischio sismico, San Tammaro è posta in una zona classificata a sismicità media.

### Clima
Il clima è quello tipico dei comuni della pianura Campana: l'estate è caratterizzata da caldo afoso, mentre l'inverno è mediamente freddo con rare nevicate. Le precipitazioni oscillano dai 136 mm di novembre ai 19 mm di luglio. Il tasso di umidità è invece in media del 74% mentre il vento oscilla nei massimi tra i W 9 km/h e i W 16 km/h.
| SAN TAMMARO        | Mesi | Mesi | Mesi | Mesi | Mesi | Mesi | Mesi | Mesi | Mesi | Mesi | Mesi | Mesi | Stagioni | Stagioni | Stagioni | Stagioni | Anno |
| SAN TAMMARO        | Gen  | Feb  | Mar  | Apr  | Mag  | Giu  | Lug  | Ago  | Set  | Ott  | Nov  | Dic  | Inv      | Pri      | Est      | Aut      | Anno |
| ------------------ | ---- | ---- | ---- | ---- | ---- | ---- | ---- | ---- | ---- | ---- | ---- | ---- | -------- | -------- | -------- | -------- | ---- |
| T. max. media (°C) | 12,6 | 13,4 | 16,1 | 19,9 | 24,1 | 28,7 | 31,5 | 31,4 | 28,0 | 22,7 | 18,0 | 14,6 | 13,5     | 20,0     | 30,5     | 22,9     | 21,8 |
| T. min. media (°C) | 6,6  | 6,9  | 9,0  | 11,5 | 14,8 | 18,9 | 21,2 | 21,2 | 18,8 | 14,9 | 11,3 | 8,5  | 7,3      | 11,8     | 20,4     | 15,0     | 13,6 |

## Storia
Le prime fonti sull'esistenza di case rurali abitate risalgono al 440 d.C. anche se si immagina quasi certamente che esistessero prima dei feudi rurali degli abitanti della Capua antica poi distrutti dalle invasioni barbariche dei Goti.
La fondazione di un vero e proprio villaggio si fa risalire alla venuta nel luogo del santo vescovo Tammaro, che avrebbe anche qui compiuto vari miracoli. 
Tra il 1000 d.C. e il 1130 d.C. i Normanni distrussero il vicino borgo di Savignano e i savignanesi sfuggiti al massacro si stabilirono proprio nel piccolo villaggio di San Tammaro. 
Importante per il comune fu la realizzazione della tenuta di caccia dei re di Borbone, la Reale tenuta di Carditello, comunemente Real Casina.

### Simboli
Lo stemma e il gonfalone sono stati concessi con decreto del presidente della Repubblica del 18 giugno 1954.
Lo stemma è d'argento, alla vacca al naturale, arrestata, sostenuta dalla campagna al naturale, convessa; al capo d'azzurro, caricato di tre stelle di sei raggi d'argento. Il gonfalone è un drappo di azzurro.

## Monumenti e luoghi d'interesse

### Architetture religiose
- Chiesa di San Tammaro Vescovo (XII - XIV secolo)

### Architetture civili
- Reale tenuta di Carditello, una fattoria, per la coltivazione del grano e l'allevamento di razze pregiate di cavalli e bovini, realizzata per volere dei sovrani borbonici.

## Società

### Evoluzione demografica
Abitanti censiti

### Tradizioni e folclore

#### Festa patronale di S. Tammaro vescovo e Maria SS. della Libera
La festa patronale in onore di san Tammaro vescovo e della Maria Santissima della Libera si svolge ogni anno durante il periodo di Pasqua. Giorno principale della kermesse è il lunedì dell'Angelo quando ha luogo la processione delle due immagini dei santi patroni. Il corteo religioso è inoltre preceduto e seguito dalla cerimonia del volo dell'Angelo, durante la quale due bambine attaccate a una carrucola compiono un tragitto aereo a diversi metri da terra cantando inni sacri appositamente scritti. Momenti centrali del lato ludico della kermesse sono l'esibizione di un concerto bandistico (lunedì dell'Angelo) e lo sparo dei fuochi pirotecnici aerei (in genere l'ultima sera di celebrazioni).

## Amministrazione
Di seguito l'elenco dei sindaci da quando è presente l'elezione diretta del sindaco da parte dei cittadini (cioè 1995):
| Periodo | Periodo   | Primo cittadino        | Partito                     | Carica      | Note   |
| ------- | --------- | ---------------------- | --------------------------- | ----------- | ------ |
| 1985    | 1995      | Raffaele Raucci        | Partito Socialista Italiano | Sindaco     |        |
| 1995    | 2002      | Raffaele Tammaro Scala | Lista civica, Forza Italia  | Sindaco     | [ 11 ] |
| 2002    | 2002      | Maria Luisa Fappiano   |                             | Commissario |        |
| 2002    | 2005      | Raffaele Raucci        | Lista civica                | Sindaco     | [ 12 ] |
| 2005    | 2008      | Facchiano-Lubrano-Mone |                             | Commissione |        |
| 2008    | 2018      | Emiddio Cimmino        | Lista civica                | Sindaco     | [ 13 ] |
| 2018    | 2021      | Ernesto Stellato       | Lista civica (Le Rondini)   | Sindaco     |        |
| 2021    | in carica | Vincenzo D'Angelo      | Lista civica (LeAli)        | Sindaco     |        |